# La Società Segreta dei Principi Minori
La Società Segreta dei Principi Minori (Secret Society of Second-Born Royals) è un film di supereroi del 2020 diretto da Anna Mastro. Il film è stato prodotto in associazione con Disney Channel.
Il film è stato distribuito su Disney+ il 25 settembre 2020.
Il film segue le avventure di Sam, una principessa ribelle seconda nella linea di successione al trono del regno di Illiria. Proprio come la mancanza di interesse di Sam per lo stile di vita reale è ai massimi storici, lei è sbalordita nell'apprendere che ha dei super-poteri e che appartiene ad una Società Segreta con la lunga tradizione di mantenere segretamente la pace in tutto il regno. Il film segue le avventure di Sam in un programma di addestramento top-secret per una nuova classe di secondogeniti reali incaricati di salvare il mondo.

## Trama
Nel regno d'Illiria, la secondogenita reale Sam si oppone alla monarchia con il suo amico Mike facendo musica rock per le strade. Sua sorella maggiore, Eleanor, succederà alla madre Catherine al trono dopo la morte del padre e dello zio. Mentre passa la notte fuori con Mike, Sam inizia improvvisamente a provare un aumento della stimolazione dei suoi sensi durante un concerto sotterraneo e si fa arrestare con Mike, quando fa scattare gli irrigatori antincendio. Il giorno successivo, viene informata da Catherine che dovrà frequentare la scuola estiva per compensare la mancata esecuzione del test di storia.
Sam frequenta la scuola estiva insieme alla entusiasta January, il calmo e socialmente impacciato Matteo, il presuntuoso e popolare Tuma e la social networking e popolare Roxana. Il loro insegnante è il professor James Morrow che rivela che non sono lì per frequentare la scuola estiva, ma invece devono essere addestrati per unirsi alla Società Segreta dei Principi Minori, un gruppo di individui, composto da i secondogeniti delle varie famiglie reali, dediti a proteggere il mondo e servire le varie monarchie. Morrow spiega che ogni secondo genito nasce con un raro gene ereditario che conferisce loro dei superpoteri: Morrow rivela di avere la capacità di moltiplicarsi; e anche Catherine (che ha il potere del teletrasporto) è un membro della Società, scioccando Sam. Catherine le dice che sua sorella Eleanor non dovrà mai sapere della Società e Morrow li mette immediatamente in formazione.
Sam scopre che l'aumento della stimolazione dei suoi sensi era dovuta al risveglio dei suoi poteri. Roxana scopre che può diventare invisibile, Tuma ha la persuasione mentale, January può prendere temporaneamente altre abilità e Matteo può controllare gli insetti. Man mano che affinano i loro poteri, si avvicinano ed iniziano ad aprirsi con Tuma che ammette che i suoi poteri lo hanno portato a diventare presuntuoso, Matteo finalmente sente di avere un posto a cui appartiene dopo essersi sentito ignorato, Roxana si rende conto che c'è di più oltre ad avere numerosi seguaci e January rivela di avere un fratello gemello da cui si sente sotto pressione. Nel frattempo un prigioniero di nome Inmate 34, fugge e scatena le sue capacità telecinetiche.
Dopo che una simulazione fallita ha portato Sam a perdere un concerto con Mike, esce con i suoi nuovi amici per tirarsi su di morale e prepararsi per l'imminente incoronazione di sua sorella. Mike sorprende Sam in giro con January e crede che lei lo abbia abbandonato. In seguito, Inmate 34 attacca il gruppo e Sam lo insegue quando la chiama "Fiocco di neve", un nome che solo suo padre usava. Un inseguimento nel bosco fa sì che Morrow venga duramente picchiato, ma January salva Sam portando via i poteri di Inmate 34.  Morrow viene ricoverato in ospedale e Sam chiede a sua madre di vedere Inmate 34; scoprendo che in realtà è Edmond, suo zio. Rivela di aver ucciso suo fratello perché voleva abbattere la monarchia e fare in modo che il popolo dell'Illiria fosse cittadino piuttosto che suddito. Sam inizia a rivalutare la sua relazione con Eleanor quando diventa chiaro che vuole che Sam si senta libera.
Il resto della Società accetta di essere presente per Sam all'incoronazione di Eleanor. Tuttavia, quel giorno, January si rivela essere in combutta con Edmond che prende i poteri di Tuma e lo libera. Matteo riesce a mandare un'ape ad avvertire Sam e lei recluta Mike, scusandosi e rivelando il suo segreto. Sam e Mike riescono a fermare January e si riuniscono con il resto della Società per fermare Edmond che ha intenzione di utilizzare un dispositivo che eliminerà tutti coloro che hanno sangue reale. La Società lo affronta e lo combatte prima di intrappolarlo in una camera miniaturizzata sperimentale. L'incoronazione avviene senza che nessuno sia a conoscenza degli eventi.
Sam, Matteo, Roxana e Tuma vengono inseriti nella Società mentre Morrow si riprende dalle ferite. Catherine rivela la Società ad Eleanor che promette che il suo primo ordine come regina sarà quello di aggiungere il parlamento al loro governo. January è fuggita ed ora sta provocando la Società di venirla a trovare e loro partono su un jet per la loro prossima missione.

## Produzione
A marzo 2019 è stato riferito che La Società Segreta dei Principi Minori era in sviluppo per Disney+ con i produttori esecutivi Austin Winsberg e Mike Karz, diretto da Anna Mastro e scritto da Alex Litvak e Andrew Green. A maggio, Zanne Devine e Juliana Janes hanno firmato rispettivamente come produttore esecutivo e co-produttore. La sceneggiatura è basata su una storia originale di Litvak, Green e Winsberg. Élodie Yung ha rivelato più tardi quel mese che era stata scelta per il film. Il cast è stato successivamente annunciato con Peyton Elizabeth Lee nel ruolo principale. Greg Bryk sarà co-protagonista del film come antagonista principale.

### Riprese
Le riprese si sono svolte a Mississauga, Ontario presso l'Università di Toronto Mississauga dal 6 maggio al 29 giugno 2019.

## Promozione
Il 27 maggio 2020 è stato pubblicato il trailer, mentre quello in italiano (in lingua originale con sottotitoli in italiano) è stato pubblicato il 29 maggio 2020.

## Distribuzione
La Società Segreta dei Principi Minori è stato pubblicato il 25 settembre 2020, esclusivamente su Disney+. In precedenza era stato programmato per il rilascio su Disney+ il 17 luglio 2020.

## Accoglienza
Sul sito web aggregatore di recensioni Rotten Tomatoes il film ha un indice di gradimento del 59% sulla base di 27 recensioni di critici, con un punteggio medio di 5,41/10, il consenso della critica recita: "La Società Segreta dei Principi Minori regge abbastanza bene da essere sufficiente come diversivo in streaming, che potrebbe essere tutto ciò che il suo target demografico sta cercando".
Common Sense Media ha dato al film 3 stelle su 5, affermando: "I genitori devono sapere che La Società Segreta dei Principi Minori ha come protagonista Peyton Elizabeth Lee di Andi Mack e ha fantasia, avventura e un po' di violenza. Quando un gruppo di adolescenti "secondogeniti reali" scoprono i loro superpoteri segreti e vengono addestrati a usarli, gli adolescenti vengono messi in situazioni pericolose: vengono colpiti con i laser, gettati a terra, colpiti da oggetti che cadono e altro ancora. Un pericoloso criminale con la capacità di spostare oggetti con la mente fugge dalla prigione e lancia un complotto mortale per uccidere i reali del mondo. Spetterà ai secondogeniti salvare le famiglie reali, anche se ciò significa eliminare il criminale. I ragazzi imparano a conoscere il lavoro di squadra, l'amicizia e il valore delle tradizioni, ma anche il tradimento e le persone disposte a uccidere per i propri scopi. Ci sono alcuni messaggi positivi che potrebbero colpire a casa gli spettatori più giovani, compresi i personaggi adolescenti che hanno bisogno di padroneggiare le proprie insicurezze e imparare a prendersi cura degli altri e passare meno tempo online. La protagonista si ribella contro la sua stessa famiglia reale, gridando "Abbasso la monarchia!" in pubblico e si intrufola in un club anche se è minorenne. C'è un lieve flirt tra i personaggi adolescenti, e il linguaggio è limitato a "sucks" ("fa schif o") e "jerk" ("id iota").

## Riconoscimenti
- 2021 – Critics Choice Super Awards[13][14]
  - In attesa - Miglior film di supereroi
  - In attesa - Miglior attrice in un film di supereroi a Peyton Elizabeth Lee
  - In attesa - Miglior attore in un film di supereroi a Skylar Astin